# چارلز ویلیام الیوت
چارلز ویلیام الیوت (انگلیسی: Charles William Eliot؛ ۲۰ مارس ۱۸۳۴ – ۲۲ اوت ۱۹۲۶) یک شخصیت دانشگاهی اهل ایالات متحده آمریکا بود که در سالِ ۱۸۶۹ به ریاست دانشگاه هاروارد برگزیده شد. به عنوان یک عضو از خانواده برجسته الیوت، او یک دانشکده ایالتی را به یک دانشگاه برجسته تحقیقاتی تبدیل کرد. الیوت این سمت را تا سالِ ۱۹۰۹ بر عهده داشت که طولانی‌ترین دوران مدیریتی تاریخ دانشگاه محسوب می‌شود. مجموعهٔ کلاسیک‌های هاروارد به کوششِ او فراهم شد و به نام او شناخته و محبوب است.